# 馴龍高手系列
《馴龍高手》（英語：How to Train Your Dragon）是由夢工廠動畫公司製作的美國奇幻動作喜劇電腦動畫。故事內容改編自英國作家葛蕾熙達·柯維爾的兒童文學系列《如何馴服你的龍》。

## 電影

### 動畫電影

#### 《馴龍高手》（2010）
《馴龍高手》系列首部電影，並於2010年3月26日在美國上映，由迪恩·戴布洛伊和克里斯·桑德斯執導。電影改編自英國作家葛蕾熙達·柯維爾的2003年長篇小說《如何馴服你的龍》。電影獲得了全球接近5億美元的票房和被提名為奧斯卡最佳動畫片獎。故事發生在一個虛搆的維京人世界，一個年輕的維京人小嗝嗝渴望跟隨他的部落傳統成為龍的殺手，在他終於抓住了第一條龍，並有機會獲得部落的接受時，他發現自己不再有殺龍的執著，取而代之的是和龍成為了朋友。

#### 《馴龍高手2》（2014）
2010年4月27日，確認製作《馴龍高手2》，並由前作的聯合導演迪恩·戴布洛伊編劇和執導，邦妮·阿諾德亦確認回歸擔任製片人。而前作的聯合導演之一的克里斯·桑德斯因忙於另外一部電影《古魯家族》而只擔任執行製片人。電影於2014年6月13日在美國上映，並宣布原配音陣容 – 傑·巴魯契、傑拉德·巴特勒、克雷格·費格斯、艾美莉卡·弗利拉、喬納·希爾、克里斯多福·敏茲-普雷斯、托德·約瑟夫·米勒和克莉絲汀·薇格將回歸續集。新的配音演員包括基特·哈靈頓飾演艾瑞特、凱特·布蘭琪飾演娃卡和吉蒙·韓蘇飾演跩爺鐵血神拳。前作的作曲家約翰·包威爾將回歸譜寫第二和第三部電影的配樂。
故事發生在前作五年後，小嗝嗝和沒牙已經成功地聯合龍和維京人。現在，20歲的小嗝嗝被父親史圖依克施壓繼承自己族長的身份。當小嗝嗝發現跩爺鐵血神拳領導一群龍在獵龍時，他主動拜訪他，卻遇到了一個蒙面的龍騎士娃卡，被認為已逝世的小嗝嗝的母親。

#### 《馴龍高手3》（2019）
2010年12月，夢工廠CEO傑弗瑞·卡森伯格確認還會有第三部電影：「《馴龍高手》至少有三部電影、也許有更多，但是我們知道這個故事至少有三章。」前作和本作的編劇和執導迪恩·戴布洛伊說有某些人物和局勢在《馴龍高手2》中發揮作用，這對第三部電影的故事來說將變得更加重要。戴布洛伊在接受采訪時表示，第三部將於2016年上映。儘管這個系列採取了不同的方式講述小嗝嗝和娃卡，葛蕾熙達·柯維爾已經透露了三部曲和書籍系列也會有相似的結局。
上映日期被推遲了多次；在2012年9月，二十世紀福斯和夢工廠動畫公司宣布上映日期為2016年6月18日，後來改成為2016年6月17日。2014年9月，電影被推遲至2017年6月9日上映。戴布洛伊解釋上映日期的轉變：「只是這些電影需要三年時間，我認為說2016年有點雄心勃勃。在通常情況下，他們會把飛鏢扔到未來，無論他們在哪裡着陸，他們都被稱為上映日期，直到我們開始實際談論為止，然後就像呃，這是不夠的時間，所以知道他們需要三年的時間，從概述和編寫劇本到最後的照明，這只是一個建立模型的過程和做測試和動畫、故事板，整個事情加起來大約三年時間。」在2015年1月，隨著企業重組、大規模裁員，最大限度地發揮公司的“創造性人才和資源，降低成本，帶動盈利能力”，上映日期被推遲至2018年6月29日。在2016年6月18日，上映日期被提前至2018年5月18日，接管了華納兄弟動畫公司的《樂高玩電影2》的上映日期。在2016年12月5日，上映日期再次被推遲至2019年3月1日，這也將是環球影業發行的第一部夢工廠動畫電影，其母公司NBC環球在2016年收購夢工廠動畫，並結束與二十世紀福斯的協議。
電影由邦妮·阿諾德製片，迪恩·戴布洛伊和克里斯·桑德斯執行製作。在2012年宣布，傑·巴魯契、傑拉德·巴特勒、克雷格·費格斯、艾美莉卡·弗利拉、喬納·希爾、克里斯多福·敏茲-普雷斯、托德·約瑟夫·米勒和克莉絲汀·薇格將回歸第三部和最後一部電影。凱特·布蘭琪和吉蒙·韓蘇都回歸出演前作的娃卡和跩爺。在2017年11月，宣布基特·哈靈頓也將回歸出演艾瑞特和F·莫瑞·亞伯拉罕加盟並飾演電影主要反派。

## 電視影集

### 《馴龍高手》（2012–2018）
| 季數 | 副標題     | 集数 | 集数 | 首播日期      | 首播日期      |
| 季數 | 副標題     | 集数 | 集数 | 首映          | 季终          |
| ---- | ---------- | ---- | ---- | ------------- | ------------- |
| 1    | 博克島騎士 | 20   | 20   | 2012年8月7日  | 2013年3月20日 |
| 2    | 捍衛博克島 | 20   | 20   | 2013年9月19日 | 2014年3月5日  |

| 季數 | 副標題   | 集数 | 集数 | 上線日期      | 上線日期      |
| ---- | -------- | ---- | ---- | ------------- | ------------- |
| 1    | 飛越邊界 | 13   | 13   | 2015年6月26日 | 2015年6月26日 |
| 2    | 飛越邊界 | 13   | 13   | 2016年1月8日  | 2016年1月8日  |
| 3    | 飛越邊界 | 13   | 13   | 2016年6月24日 | 2016年6月24日 |
| 4    | 飛越邊界 | 13   | 13   | 2017年2月17日 | 2017年2月17日 |
| 5    | 飛越邊界 | 13   | 13   | 2017年8月25日 | 2017年8月25日 |
| 6    | 飛越邊界 | 13   | 13   | 2018年2月16日 | 2018年2月16日 |

## 短片

### 《骨碎龍傳說》（2010）
《骨碎龍傳說》是一部片長16分鐘的動畫短片，為2010年電影《馴龍高手》延續。該短片最初於2010年10月14日在卡通頻道播出，並於2010年10月15日作為《馴龍記》的附帶短片收錄於藍光影碟中。

### 《馴龍寶典》（2011）
《馴龍寶典》是一部片長18分鐘的動畫短片，該短片於2011年11月15日與《夜煞的禮物》共同發行。

### 《夜煞的禮物》（2011）
《夜煞的禮物》是一部片長22分鐘的聖誕節特輯，該短片於2011年11月15日與《馴龍寶典》共同發行。

### 《龍騎士的黎明》（2014）
《龍騎士的黎明》是一部片長25分鐘的動畫短片。該短片於2014年11月11日收錄在《馴龍高手2》DVD和藍光光碟版本中。短片亦於2015年3月3日發行獨立DVD，並收錄了《馴龍寶典》和《骨碎龍傳說》。

## 反響
《馴龍高手》票房收入超過十億美元，是票房最高的動畫電影系列的第十名。

### 票房成績
| 《馴龍高手3》 |

| 1.29億美元 |

### 專業評價
| 電影          | 爛番茄          | Metacritic    | CinemaScore |
| ------------- | --------------- | ------------- | ----------- |
| 《馴龍高手》  | 98% (202篇評論) | 74 (33篇評論) | A           |
| 《馴龍高手2》 | 92% (165篇評論) | 76 (39篇評論) | A           |
| 《馴龍高手3》 | 91% (246篇評論) | 71 (39篇評論) | A           |

## 外部連結
- 互联网电影数据库（IMDb）上《馴龍高手》的资料（英文）
- 互联网电影数据库（IMDb）上《馴龍高手2》的资料（英文）
- 互联网电影数据库（IMDb）上《馴龍高手3》的资料（英文）